# Instituto de Estudios Jacobeos
El Instituto de Estudios Jacobeos  o Centro de Estudios Jacobeos, es una institución cultural gallega dependiente de la Archidiócesis de Santiago de Compostela.

## Creación
El Centro de Estudios Jacobeos fue creado en Santiago de Compostela el 22 de octubre de 1954 por un decreto del cardenal-arzobispo de Santiago Fernando Quiroga Palacios. El 26 de noviembre del mismo año fue incorporado al "Patronato Marcelino Menéndez y Pelayo" del Consejo Superior de Investigaciones Científicas.
En su carta fundacional se dice que «tendrá como finalidad impulsar los estudios de investigación en torno al santuario del apóstol Santiago, preocupándose de todo lo que hace referencia a la persona de Santiago el Mayor, su actividad apostólica, sepulcro, culto, peregrinaciones a su santuario, y aún —en segundo término— del que si refiere a la sed compostelana».
Fue el primer centro que se preocupó por dar un nuevo impulso al renacimiento de los estudios jacobeos y a la peregrinación a Compostela en el siglo XX. ES significativa la categoría intelectual de su primero consejo directivo:
| Cargo                                                  | Nombre                         |
| ------------------------------------------------------ | ------------------------------ |
| Presidente                                             | Fernando Quiroga Palacios      |
| Director                                               | Manuel Rey Martínez            |
| Secretario                                             | Ramón Otero Túñez              |
| Bibliotecario                                          | Casimiro Torres Rodríguez      |
| Jefe de la sección de Historia Antiga                  | Juan Pérez Millán              |
| Jefe de la sección da Edad Media                       | Frei José Campelo              |
| Jefe de la sección de Historia Moderna y Contemporánea | Antonio Fraguas Fraguas        |
| Jefe de la sección de Arte                             | José María de Azcárate Ristori |
| Jefe de la sección de Literatura                       | Enrique Moreno Báez            |
| Jefe de la sección de Arqueoloxía                      | José Guerra Campos             |
| Jefe de la sección de Musicoloxía                      | Pedro Echeverría Bravo         |

## Objetivos
Su principal finalidad es la publicación de los trabajos realizados por las diversas autoridades culturales, principalmente especializados en temas generados lo pones apóstol Santiago y su peregrinación. También dar nuevo impulso al rexurdimento de los Estudios Jacobeos y la peregrinación a Compostela en el siglo XX. Su mayor logro es lo de mantener vivo el espíritu de la dimensión teológica-cultural del hecho Jacobeo.

### RevistaCompostellanum

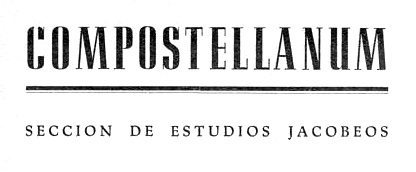

Único órgano del Centro de Estudios Jacobeos y del Instituto Teológico Compostelano. Comienza a publicarse en 1956 y publica al año cuatro volúmenes; dos de investigación teológica y dos de estudios históricos, preferentemente sobre el tema de Santiago en la historia. Trata temas como la peregrinación cristiana, la iglesia católica, religión o arquitectura religiosa. El primer número de la revista fue publicado en el primero trimestre de 1956, bajo la dirección del profesor Manuel Rey Martínez.